# Lula Livre
Lula Livre, renomeado Lula Livre, Brasil Livre, foi um movimento civil apoiado por várias entidades sociais e sindicais brasileiras, ativistas e personalidades de mais de 50 países.
Para unir movimentos inseridos na campanha e reforçá-la, foi lançado o Comitê Internacional de Solidariedade em Defesa de Lula e a Democracia no Brasil em 15 de março de 2018, durante o Fórum Social Mundial (FSM) na edição daquele ano, ocorrida em Salvador. No início de suas atividades, o comitê tinha como objetivo restaurar a democracia no Brasil, o direito dos brasileiros de eleger livremente seus líderes políticos e assegurar um julgamento justo a Lula. Em 2021, com a reestruturação do movimento, foi acrescentado a esses objetivos a disputa de um projeto de nação e a garantia de que o ex-presidente não volte a ser alvo de ataques jurídicos, mantendo sua elegibilidade nas eleições de 2022. O argumento central do grupo é que Lula é inocente e sua condenação pelos crimes de lavagem de dinheiro e corrupção passiva carece de provas materiais.
Lula foi condenado em 2017 a nove anos e seis meses de prisão pelo juiz Sérgio Moro. Em 6 de fevereiro de 2019, em outro julgamento, foi condenado a 12 anos e 11 meses de prisão pelos crimes de corrupção passiva e lavagem de dinheiro no processo que trata do recebimento de vantagens indevidas através de reformas realizadas em um sítio em Atibaia, pagas pela Odebrecht (atual Novonor) e Schahin como contrapartida para a conclusão de contratos sobrecarregados com a Petrobras.
Em 2019, com o objetivo de estabelecer um “amplo diálogo com a sociedade sobre os reais motivos desta prisão” do petista, o Comitê Nacional propôs que cerca de meio milhão de jornais devem ser distribuídos gratuitamente para a população, a fim de explicar os resultados do The Intercept Brasil sobre as alegações de que Sergio Moro, enquanto juiz, teve conversas privadas para ridicularizar a defesa do ex-presidente e direcionar a estratégia de mídia dos promotores.
Em junho de 2020, como Lula acusa Sergio Moro de condená-lo com parcialidade no caso do triplex do Guarujá, Gilmar Mendes propôs que Lula aguarde em liberdade até conclusão de julgamento de parcialidade de Moro.
Em 8 de março de 2021, o ministro do Supremo Tribunal Federal Edson Fachin anulou todas as condenações contra o ex-presidente Lula em relação à operação Lava Jato feitas pelo Tribunal de Justiça do Paraná e pelo Tribunal Regional Federal da Quarta Região. Com esta decisão, o político deixou de ser inelegível e os processos judiciais contra o foram para o Tribunal de Justiça do Distrito Federal.
Acolhendo pedidos da defesa, todas as ações da Lava Jato contra o ex-presidente foram encerradas pelo Supremo Tribunal Federal, que considerou Sergio Moro suspeito.

## Origem
No dia 5 de abril de 2018, após rejeição do habeas corpus preventivo pelo Supremo Tribunal Federal, o Tribunal Regional Federal da 4ª autorizou a prisão de Lula, que havia sido condenado pelo então juiz federal Sérgio Moro e cuja condenação foi referendada pelo próprio Tribunal Regional Federal da 4ª Região (TRF4), no total de 12 anos e um mês de reclusão. O juiz também definiu condições especiais para a prisão devido à dignidade do cargo.
Segundo o despacho, preparou-se uma sala reservada na Superintendência da Polícia Federal (PF), na qual o ex-presidente ficaria separado dos demais presos, sem qualquer risco para a sua integridade moral ou física. Moro também deu um prazo para Lula se entregar à Polícia Federal em Curitiba: até as 17 horas do dia 6 de abril. A defesa do ex-presidente impetrou um novo pedido de habeas corpus no Superior Tribunal de Justiça para evitar sua prisão, que novamente foi negado.
Os organizadores dizem que o movimento começou com uma politização do sistema judicial brasileiro, quando lideranças políticas e pessoas relacionadas ao Partido dos Trabalhadores foram acusadas e condenadas por crimes de corrupção sem que fossem apresentadas provas legítimas e suficientes, sendo, em alguns casos, presas antes de que tivessem esgotadas todas as possibilidades de recurso a que teriam direito. O movimento argumentou que tais casos violaram a Constituição Brasileira, que garante a presunção de inocência até o trânsito em julgado da sentença condenatória.

## Histórico

### Acampamentos

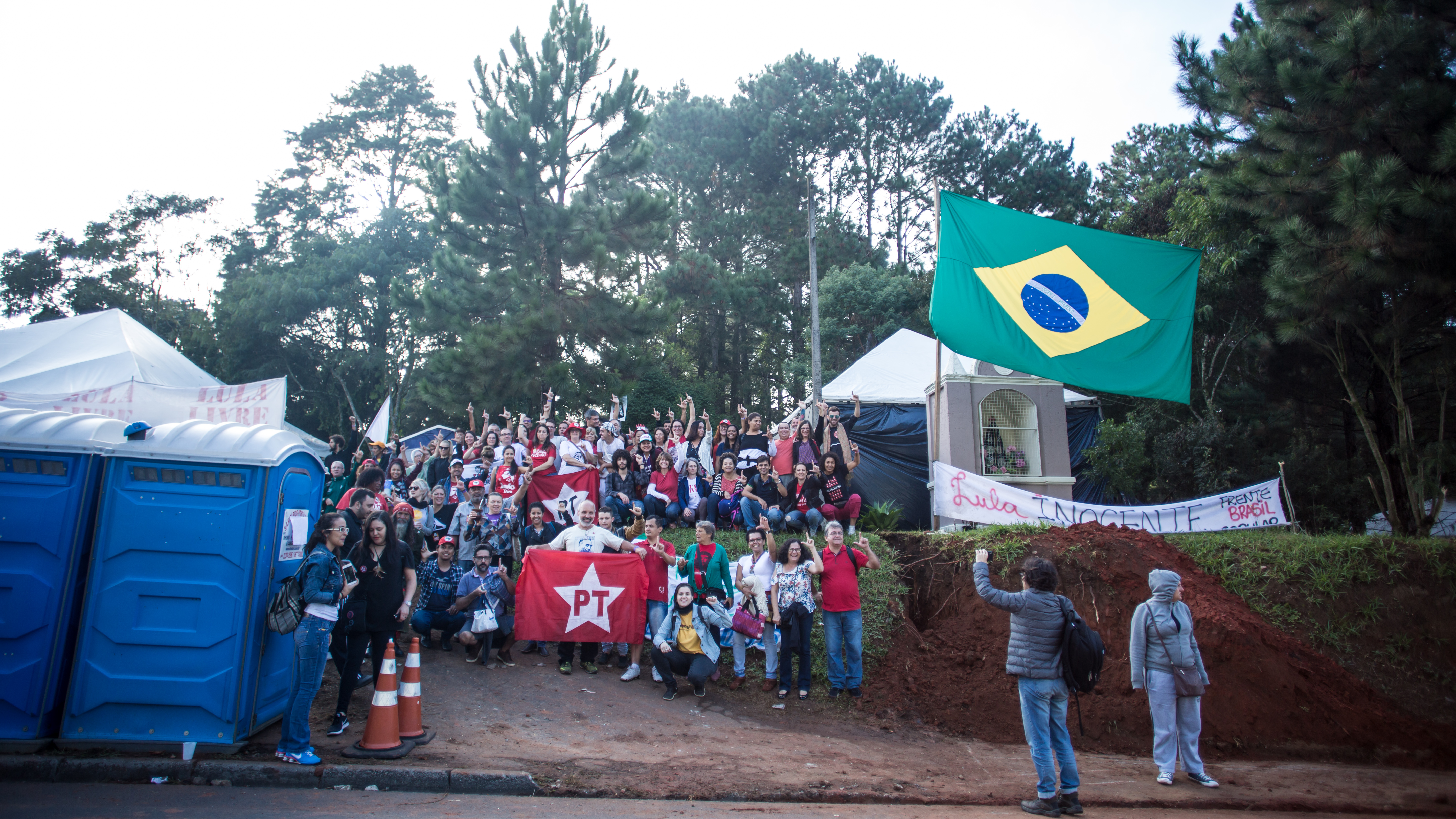
O acampamento Marisa Letícia, mantido em Curitiba de 7 de abril de 2018 a novembro do mesmo ano.

Em abril de 2018, apoiadores de Lula montaram acampamentos nos arredores da sede da Polícia Federal em Curitiba.
Os participantes se reúnem todos os dias às 9 horas da manhã para saudar o ex-presidente com gritos de “Bom dia, presidente Lula”, atividade que se repete, respectivamente, às 14 horas e 19 horas com saudações de "Boa tarde, presidente Lula" e "Boa noite, presidente Lula", além de outros atos políticos e culturais da autodenominada "Vigília Democrática Lula Livre".
Em maio, a Polícia Militar do Paraná destruiu os equipamentos de som que eram usados pelos manifestantes e retirou as viaturas que faziam a segurança e impediam o acesso de veículos nas imediações do prédio da Superintendência da Policia Federal. Em junho, o Acampamento Marisa Letícia sofreu um ataque a tiros.
Nos 100 dias da prisão de Lula, o número de manifestantes que mantinham a vigília no entorno do prédio da Superintendência da Polícia Federal (PF) passou de quase 2.000 por dia para 200 pessoas por semana. De acordo com a direção do PT, cerca de 100 mil pessoas já passaram pelo local. Até dezembro de 2018, quase 40 mil pessoas haviam se juntado à vigília e se reunido em frente à sede da Polícia Federal em Curitiba.
Em novembro de 2018, o Acampamento Marisa Letícia foi desmontado devido à falta de segurança. Foi montado um novo acampamento nas proximidades, com mais segurança e recursos.
Em agosto de 2019, o documentário “A Contra República de Curitiba”, do direto Carlos Pronzato foi exibido em sessão aberta ao público na Vigília Lula Livre.

### Festival Lula Livre
Em 28 de abril de 2018, o movimento promoveu o Festival Lula Livre, um show ao ar livre com palco montado nos Arcos da Lapa, Rio de Janeiro. Apresentaram-se mais de 40 artistas, entre eles Chico Buarque, Gilberto Gil, Beth Carvalho, Sérgio Ricardo, MC Carol e Chico César e tocaram baladas desafiadoras escritas durante a ditadura militar.
A iniciativa para o festival partiu de um manifesto encabeçado por 12 artistas, intelectuais e jornalistas: Leonardo Boff, Chico Buarque, Eric Nepomuceno, Martinho da Vila, Lucélia Santos, Luís Nassif, Conceição Evaristo, Fernando Morais, José Celso Martinez Corrêa, Hildegard Angel, Luiz Carlos Barreto e Ziraldo. O manifesto é assinado por 750 personalidades. Cerca de 80 mil pessoas assistiram ao show, que terminou com Chico Buarque e Gilberto Gil cantando Cálice, escrita pela dupla em 1973 em protesto contra a ditadura militar.
Organizadores do movimento anunciaram uma nova edição do Festival Lula Livre, em defesa da liberdade, da justiça e da democracia, para o dia 5 de maio, no Vale do Anhangabaú, em São Paulo, e conjuntamente eles lançaram o manifesto "O Som pela Liberdade já" mas o evento foi somente realizado em 2 de junho onde cerca de 80 mil pessoas marcaram presença. O festival ocorreu na Praça da República, em São Paulo e foi transmitido pela Rede Lula Livre.

### Rede Lula Livre
No dia 14 de maio de 2018, em parceria com muitas emissoras no Brasil, o movimento iniciou transmissão de um programa de rádio com atividade diária “Bom dia, Lula” direto da vigília, notícias e entrevistas envolvendo as mobilizações em defesa da liberdade de Lula.

### Greve de fome
No dia 31 de julho de 2018, um grupo de sete ativistas — Vilmar Pacífico, Jaime Amorim e Zonália Santos, do Movimento dos Trabalhadores Rurais Sem Terra (MST); Frei Sérgio Görgen e Rafaela Alves, do Movimento dos Pequenos Agricultores (MPA); Luiz Gonzaga da Silva, o Gegê, da Central de Movimentos Populares (CMP) e Leonardo Nunes Soares, do Levante Popular da Juventude — iniciou uma greve de fome em Brasília, reivindicando a libertação de Lula. A então presidente do STF, Cármen Lúcia, recebeu os grevistas, acompanhados por Adolfo Pérez Esquivel, Osmar Prado e João Pedro Stédile, numa audiência pública em 13 de agosto.
A greve de fome foi encerrada em 25 de agosto.

### Marcha Lula Livre

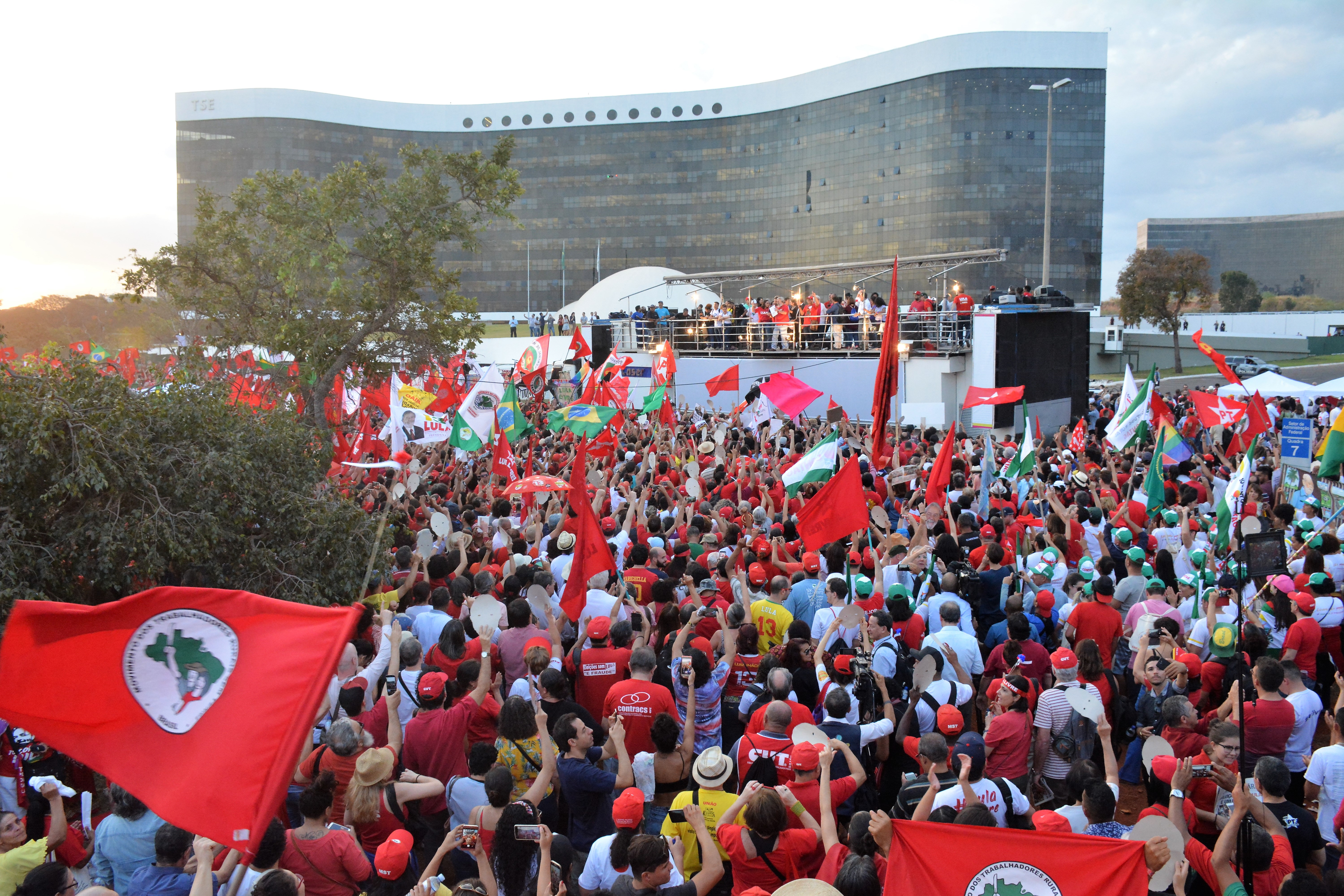
Manifestação que acompanhou o registro da candidatura de Lula para as eleições presidenciais de 2018

Em agosto, grupos de militantes de diversas cidades do Brasil, como Juiz de Fora (MG), Formosa (GO) e Luziânia (GO), iniciaram uma marcha rumo a Brasília, para defender o direito de Lula se candidatar à presidência da república. No dia 15 de agosto, os grupos se reuniram numa manifestação que somou cerca de 10 mil pessoas, segundo os organizadores e a PM (30 mil na avaliação do MST), acompanhando a delegação do PT que foi ao Tribunal Superior Eleitoral para registrar a candidatura de Lula, com Fernando Haddad como candidato a vice-presidente. A manifestação começou na Esplanada dos Ministérios e seguiu até a sede do TSE. Os manifestantes gritaram palavras de ordem e conduziram faixas.
No aniversário de um ano de prisão, líderes do movimento Lula Livre organizaram manifestações no Brasil e no exterior para expor o caráter político da prisão do ex-presidente Lula. As manifestações foram confirmadas em 17 capitais do Brasil e 32 atividades também ocorreram em outros 15 países ao redor do mundo. Milhares de pessoas foram às ruas no domingo em 16 países e 17 capitais brasileiras clamar a liberdade de Lula. Em Curitiba, do lado de fora da carceragem da Polícia Federal, mais de 10 mil pessoas se juntaram para transmitir força e energia para Lula.

### Movimento internacional
Em Havana, no dia 1º de janeiro, o general do Exército, Raúl Castro Ruz, pediu solidariedade a Lula como causa comum de todos os homens e mulheres cubanos. Fernando González Llort, presidente do Instituto Cubano de Amizade com os Povos (ICAP), lançou a campanha “Free Lula, now!” durante o XIII Workshop Internacional sobre Paradigmas Emancipatórios, realizado em Havana nos dias 22 a 25 de janeiro, “A partir de hoje, uniremos forças e multiplicaremos nossos esforços para exigir a libertação imediata do ex-presidente, de ascendência operária, que tanto fez pelos mais pobres de seu país.

### Dissolução
Quando Lula foi solto, após decisão do Supremo Tribunal Federal sobre prisão em segunda instância, o movimento atingiu seu objetivo inicial, a liberdade do ex-presidente Lula, e começou a desmontar sua vigília.

### Reestruturação
Em 15 de julho de 2021, a organização da campanha lança o novo nome "Lula Livre, Brasil Livre", a fim de fazer frente à gestão do governo Jair Bolsonaro incorporando novas pautas. O comitê organizador anunciou que "A proposta é trabalhar em torno de temas como Brasil Livre da fome, Brasil Livre do desemprego, das ameaças antidemocráticas e, principalmente, livre de Bolsonaro, que não serve para governar o país" e continuar o acompanhamento dos processos judiciais que envolvem o ex-presidente Lula. Integrando a campanha as frente Frente Brasil Popular, Povo sem Medo, os partidos PT, PSol e PCdoB, as centrais sindicais CUT, a CTB e Intersindical, o MST, bem como outras lideranças civis diversas.

## Controvérsias
Segundo a revista IstoÉ, na edição de 11 de julho de 2019, o movimento teria sido financiado, em parte, com recursos do Fundo Partidário. Os valores podem chegar a um milhão de reais. Os valores seriam usados para passagens aéreas para visitas a Lula em Curitiba, hospedagens em hotéis e mantimentos para a militância. Na edição de  31 de agosto de 2020 da Gazeta do Povo, foi publicado que o Comitê Nacional Lula Livre fez uma vaquinha para bancar parte das despesas.

## Membros
| - Gleisi Hoffmann, presidente do Partido dos Trabalhadores - Vagner Freitas, presidente da CUT - Adolfo Pérez Esquivel, o argentino laureado com o Prêmio Nobel - José Pepe Mujica, o ex-presidente do Uruguai - Danny Glover, da ONU, Embaixadora da Boa Vontade - Noam Chomsky, linguista, filósofo e ativista político norte-americano. Ele considerou o ex-presidente do Brasil como o prisioneiro político mais importante do mundo. e comparou a prisão de Lula a prisão do fundador do Partido Comunista Italiano, Antônio Gramsci, preso no regime fascista de Benito Mussolini. - João Paulo Rodrigues, dirigente nacional do MST - João Pedro Stédile, dirigente do MST - Vilmar Pacífico, liderança do MST - Jaime Amorim, dirigente do MST - Zonália Santos, liderança do MST - Frei Sérgio Görgen, liderança do Movimento dos Pequenos Agricultores (MPA) - Guilherme Boulos, liderança do MTST | - Rafaela Alves, liderança do MPA - Luiz Gonzaga da Silva, o Gegê, dirigente da Central de Movimentos Populares (CMP) - Leonardo Nunes Soares, liderança do Levante Popular da Juventude - Jörg Hofmann, presidente da IndustriALL Global Union - Luciana Santos, presidente do PCdoB - Comitê Paulista Pela Memória, Verdade e Justiça - Philip Jennings, Secretário-Geral da UNI Global Union - União Brasileira de Mulheres (UBM) - Bernie Sanders, senador dos EUA pelo estado de Vermont. - Victor Báez Mosqueira, Secretário-Geral do La Confederação Sindical de Trabajadores y Trabajadoras de las Américas - União Nacional dos Estudantes (UNE), União Brasileira dos Estudantes Secundaristas (UBES), Marcha das Mulheres, Central dos Trabalhadores e Trabalhadoras do Brasil (CTB), União da Juventude Socialista (UJS), União dos Negros pela Igualdade (Unegro), União Municipal dos Estudantes Secundaristas (UMES) e União Estadual dos Estudantes do Amazonas (UEE). |